# Зли Дол
Зли Дол је насеље у Србији у општини Босилеград у Пчињском округу. Према попису из 2022. било је 63 становника.

## Прошлост
У месту је 1931. године радила основна школа, са учитељем Војином Вуковићем приправником. Поред њега ту су службовали учитељи: Душан Живковић (до 1931), Владимир Димитријевић (1932), Стојан Добрашиновић (1935—1937), Јосип Јасеновић (1938), Ђорђе Николић (1932; 1938-1940). Народна школа са једним одељењем у Злом Долу затворена је јула 1940. године.

## Демографија према попису из 2002. године
У насељу Зли Дол живи 155 пунолетних становника, а просечна старост становништва износи 45,1 година (41,8 код мушкараца и 48,8 код жена). У насељу има 71 домаћинство, а просечан број чланова по домаћинству је 2,72.
Становништво у овом насељу веома је нехомогено, а у последња три пописа, примећен је пад у броју становника.
|  |

| Демографија | Демографија | Демографија |
| Година      | Становника  | Становника  |
| ----------- | ----------- | ----------- |
| 1948.       | 557         |             |
| 1953.       | 583         |             |
| 1961.       | 495         |             |
| 1971.       | 420         |             |
| 1981.       | 324         |             |
| 1991.       | 230         | 229         |
| 2002.       | 193         | 194         |
| 2011.       | 129         |             |
| 2022.       | 63          |             |

| Етнички састав према попису из 2002.‍ | Етнички састав према попису из 2002.‍ | Етнички састав према попису из 2002.‍ | Етнички састав према попису из 2002.‍ | Етнички састав према попису из 2002.‍ |
| ------------------------------------ | ------------------------------------ | ------------------------------------ | ------------------------------------ | ------------------------------------ |
|                                      |                                      |                                      |                                      |                                      |
| Бугари                               | Бугари                               |                                      | 106                                  | 54,92%                               |
| Срби                                 | Срби                                 |                                      | 76                                   | 39,37%                               |
| Југословени                          | Југословени                          |                                      | 2                                    | 1,03%                                |

| Година пописа     | 1948. | 1953. | 1961. | 1971. | 1981. | 1991. | 2002. |
| ----------------- | ----- | ----- | ----- | ----- | ----- | ----- | ----- |
| Број домаћинстава | 125   | 122   | 125   | 109   | 97    | 85    | 71    |

| Број чланова      | 1  | 2  | 3 | 4 | 5 | 6 | 7 | 8 | 9 | 10 и више | Просек |
| ----------------- | -- | -- | - | - | - | - | - | - | - | --------- | ------ |
| Број домаћинстава | 25 | 17 | 8 | 8 | 7 | 3 | 2 | 0 | 0 | 1         | 2,72   |

| Пол    | Укупно | Неожењен/Неудата | Ожењен/Удата | Удовац/Удовица | Разведен/Разведена | Непознато |
| ------ | ------ | ---------------- | ------------ | -------------- | ------------------ | --------- |
| Мушки  | 82     | 27               | 48           | 4              | 2                  | 1         |
| Женски | 82     | 17               | 48           | 16             | 0                  | 1         |
| УКУПНО | 164    | 44               | 96           | 20             | 2                  | 2         |

| Пол    | Укупно                    | Пољопривреда, лов и шумарство | Рибарство                            | Вађење руде и камена | Прерађивачка индустрија       |
| ------ | ------------------------- | ----------------------------- | ------------------------------------ | -------------------- | ----------------------------- |
| Мушки  | 64                        | 57                            | 0                                    | 0                    | 4                             |
| Женски | 48                        | 41                            | 0                                    | 0                    | 5                             |
| УКУПНО | 112                       | 98                            | 0                                    | 0                    | 9                             |
| Пол    | Производња и снабдевање   | Грађевинарство                | Трговина                             | Хотели и ресторани   | Саобраћај, складиштење и везе |
| Мушки  | 0                         | 2                             | 0                                    | 0                    | 0                             |
| Женски | 0                         | 0                             | 0                                    | 0                    | 0                             |
| УКУПНО | 0                         | 2                             | 0                                    | 0                    | 0                             |
| Пол    | Финансијско посредовање   | Некретнине                    | Државна управа и одбрана             | Образовање           | Здравствени и социјални рад   |
| Мушки  | 0                         | 0                             | 1                                    | 0                    | 0                             |
| Женски | 0                         | 0                             | 0                                    | 2                    | 0                             |
| УКУПНО | 0                         | 0                             | 1                                    | 2                    | 0                             |
| Пол    | Остале услужне активности | Приватна домаћинства          | Екстериторијалне организације и тела | Непознато            | Непознато                     |
| Мушки  | 0                         | 0                             | 0                                    | 0                    | 0                             |
| Женски | 0                         | 0                             | 0                                    | 0                    | 0                             |
| УКУПНО | 0                         | 0                             | 0                                    | 0                    | 0                             |

### Попис 2022.
| Етнички састав према попису из 2022.‍ | Етнички састав према попису из 2022.‍ | Етнички састав према попису из 2022.‍ | Етнички састав према попису из 2022.‍ | Етнички састав према попису из 2022.‍ |
| ------------------------------------ | ------------------------------------ | ------------------------------------ | ------------------------------------ | ------------------------------------ |
|                                      |                                      |                                      |                                      |                                      |
| Бугари                               | Бугари                               |                                      | 56                                   | 86,1%                                |
| непознато                            | непознато                            |                                      | 5                                    | 7,7%                                 |